# 天阴
天阴是中国古代星官之一，属于二十八宿的昴宿，它位于现代星座划分的白羊座和金牛座，含有星五颗，增星六颗。
天陰（Celestrial Yin Force）的名字意義不明，字面上可以解釋做天上陰的力量。
《宋史．天文志》：「天陰五星，主從天子弋獵之神。」提及狩獵，那麼天陰可能是指山北面的陰暗處，或者代表和天子一起狩獵的官員。

## 所含恒星
| 中文名称 | 对应西方名称 | 所属星座 |
| -------- | ------------ | -------- |
| 天阴一   | （无对应星） | 金牛座   |
| 天阴二   | ζ Ari        | 白羊座   |
| 天阴三   | τ² Ari       | 白羊座   |
| 天阴四   | δ Ari        | 白羊座   |
| 天阴五   | （无对应星） | 金牛座   |
| 天阴增一 | 54 Ari       | 白羊座   |
| 天阴增二 | 64 Ari       | 白羊座   |
| 天阴增三 | 13 Tau       | 金牛座   |
| 天阴增四 | 14 Tau       | 金牛座   |
| 天阴增五 | HIP 14649    | 白羊座   |
| 天阴增六 | δ Ari        | 白羊座   |